# Manjina
Manjina je pojam koji se odnosi na skupinu, odnosno pripadnike skupine, koji su znatno malobrojniji od dominantnih skupina u zajednici ili imaju manju moć i utjecaj. Često se pojam odnosi na skupine koje imaju izrazite razlike od dominantne skupine u smislu rase, vjere, etničke pripadnosti ili političkog i kulturnog identiteta, što za njih može biti snažan kohezivni čimbenik. Koristeći okvir intersekcionalnosti, važno je prepoznati da pojedinac može istovremeno biti pripadnik nekoliko manjinskih skupina (npr. i rasne i vjerske manjine). Isto tako, pojedinci također mogu biti dio manjinske skupine s obzirom na neke karakteristike, ali dio dominantne skupine s obzirom na druge.
Pojam "manjina" često se pojavljuje u diskursu građanskih prava i kolektivnih prava, budući da su pripadnici manjinskih skupina skloni različitom tretmanu u zemljama i društvima u kojima žive. Pripadnici manjina često se suočavaju s diskriminacijom u više područja društvenog života, uključujući među ostalim stanovanje, zapošljavanje, zdravstvenu skrb i obrazovanje. Dok diskriminaciju mogu počiniti pojedinci, ona se također može dogoditi kroz strukturalne nejednakosti, gdje prava i mogućnosti nisu jednako dostupni svima. Jezik manjinskih prava često se koristi za raspravu o zakonima koji imaju za cilj zaštititi manjinske skupine od diskriminacije i omogućiti im jednak društveni status s dominantnom skupinom.
Louis Wirth definirao je manjinu kao "skupinu ljudi koji su zbog svojih fizičkih ili kulturoloških karakteristika izdvojeni od drugih u društvu u kojem žive, radi različitog i nejednakog tretmana, te se stoga smatraju predmetom kolektivne diskriminacije" Definicija uključuje i objektivne i subjektivne kriterije: članstvo u manjinskoj skupini objektivno je određeno od strane društva, na temelju fizičkih karakteristika ili karakteristika ponašanja pojedinca; subjektivno ga primjenjuju njegovi članovi, koji svoj status mogu koristiti kao osnovu za grupni identitet ili solidarnost. Dakle, status manjine skupine je kategoričan: pojedinac koji pokazuje fizičke ili bihevioralne karakteristike određene manjinske skupine dobiva status te skupine i podliježe istom tretmanu kao i ostali pripadnici te skupine.
Joe Feagin navodi da manjina ima pet karakteristika: (1) trpi diskriminaciju i podređenost, (2) fizičke i/ili kulturne karakteristike koje ih izdvajaju i koje dominantna skupina ne odobrava, (3) zajednički osjećaj kolektivnog identiteta i zajednička opterećenja, (4) društveno podijeljena pravila o tome tko pripada, a tko ne određuje status manjine, i (5) sklonost sklapanju brakova unutar grupe.